# Maylene and the Sons of Disaster
Maylene and the Sons of Disaster ist eine vom Southern Rock beeinflusste Metalcore-Band aus dem US-amerikanischen Birmingham (Alabama).

## Geschichte
Dallas Taylor gründete sie im Jahr 2004, nachdem er die christliche Metalcore/Post-Hardcore-Band Underoath, die er mitgegründet hatte und dort den Part des Screamers übernahm, verließ. Der Name beruht auf Ma Barker, einer legendären Figur aus der amerikanischen 'Staatsfeinde-Ära', und ihren Söhnen.
2005 veröffentlichten Maylene and the Sons of Disaster ihr gleichnamiges Debütalbum bei Mono vs Stereo Records. Im April 2006 haben sie bei dem Indie-Label Ferret Records unterschrieben. Unter diesem Label veröffentlichten sie im Februar 2007 ihre EP The Day Hell Broke Loose at Sicard Hollow, welche zwei Songs des Albums II sowie einen Song, der es nicht auf das erste Album schaffte, beinhaltet. Am 19. März 2007 folgte ihr zweites Album II. Mit II erreichten sie erstmals einen Chartplatz (#156) in den Billboard Charts.
Im Juni 2009 veröffentlichten sie ihr drittes Album III. Das Album stieg auf Platz #71 der Billboard Charts ein. Ende 2009 spielten Maylene and the Sons of Disaster auf der Taste of Chaos Tour in Europa als Vorband von In Flames, Killswitch Engage und Heaven Shall Burn. Bei der Anfahrt zu einem Konzert in Wiesbaden hatte die Band zusammen mit Every Time I Die, welche ebenfalls als Vorband spielen sollten, einen Busunfall. Den Bandmitgliedern und der Crew passierte jedoch nichts, so dass lediglich das eine Konzert ausfallen musste.
Am 27. September 2011 erschien ihr viertes Album über Ferret Records, welches sie ab Februar 2011 aufnahmen. Der Stil von Maylene And The Sons Of Disaster veränderte sich beim neuen Album. Das neue Album ist eher vom Hard Rock beeinflusst, als – wie das erste Album – von Metalcore. Die Southern-Rock-Einflüsse sind aber weiterhin vorhanden.
Im Januar 2015 erwähnte Taylor in einer Folge des Podcasts Killrock, dass die Band bald ins Studio will, um das fünfte Album aufzunehmen. Im November desselben Jahres veröffentlichte Taylor auf seiner Facebookseite ein Bild auf dem die Band im Studio zu sehen ist.
Am 12. Dezember 2015 wurden Taylor und Duncan vor einer Bar von Polizisten angegriffen. Dabei wurde Duncan mehrfach mit dem Kopf auf den Bordstein geschlagen und Taylor zog sich eine Schnittverletzung am Knie zu. Beide wurden in Gewahrsam genommen. Am 3. August 2016 gab Dallas Taylors Bruder Rhett Taylor bekannt, dass Dallas einen schweren Quad-Unfall hatte bei dem er sich mehrere Knochen brach, innere Blutungen und Kopfverletzungen zuzog. Am 17. September 2016 spielte die Band eine Benefiz-Show um die medizinische Behandlung Taylors bezahlen zu können. Als Ersatz für Taylor spielten Keller Harbin (The Chariot / Every Time I Die) und Matthew Hasting (MyChildren MyBride). Zur vollständigen Genesung von Taylor pausierte die Band zwischen 2016 und 2022.
Im März 2022 kündigte das Furnace Fest an, dass Maylene and the Sons of Disaster dort ihre erste Show seit sechs Jahren im September spielen würden. Später gab die Band bekannt, ein Konzert in Tampa am Tag vor dem Furnace Fest zu spielen.

## Musikstil
Kennzeichen ihrer Musik ist die Verknüpfung von Southern-Rock-Elementen und klassischen Hardcore-Elementen. So sind die Gitarrenparts vom Southern Rock, Rock and Roll und teilweise auch vom Blues beeinflusst. Die typischen Hardcore-Kennzeichen sind der geshoutete, oft auch gescreamte Gesang und die wuchtigen Breakdowns. Jedoch anders als bei allen anderen Crossover-Techniken mit dem Hardcore kommen sogar Gitarrensoli zum Einsatz. Ungewöhnlich für Bands dieses Genres ist die dreifache Gitarrenbesetzung. Aufgrund des Einsatzes eines Banjo in ihrem letzten Album III hat sich jenes ebenfalls zu einem Merkmal der Band entwickelt. Es ist auch in ihrem Musikvideo zum Song Step Up zu sehen. Allerdings verwendet die Band kein richtiges Banjo bei ihren Auftritten, sondern spielt die Banjo-Parts mit Hilfe eines Effekts auf ihrer Gitarre.

## Diskografie
- 2005: Maylene and the Sons of Disaster (Mono Vs Stereo)
- 2007: The Day Hell Broke Loose at Sicard Hollow (EP, Ferret Records)
- 2007: II (Ferret Records)
- 2009: III (Ferret Records)
- 2010: Where the Saints Roam (EP, Ferret Records)
- 2011: IV (Ferret Records)